# نقطه گریز (فیلم ۱۹۹۷)
«نقطه گریز» (انگلیسی: Vanishing Point (1997 film)) فیلمی در ژانر اکشن و مهیج است که در سال ۱۹۹۷ منتشر شد.

## بازیگران
- ویگو مورتنسن
- کریستین الیز
- فلانی
- پیتا ویلسون
- کیث دیوید
- جیسون پریستلی